# Paraskeva Clark
Paraskeva Clark (ur. 28 października 1898 w Sankt Petersburgu, (Rosja) jako Paraskeva Plistik, zm. 10 sierpnia 1986 w Toronto, Ontario) – kanadyjska malarka pochodzenia rosyjskiego, członkini Kanadyjskiej Grupy Malarzy.

## Życiorys
Paraskeva Plistik wychowała się w Sankt Petersburgu w rodzinie robotniczej. W dzień pracowała w fabryce obuwia, studiując wieczorami sztukę na miejscowej akademii. Po wybuchu rewolucji w 1917 i zmianach w statusie akademii kontynuowała studia do 1921. Jej nauczycielem był wówczas Kuzma Petrov-Vodkin, zwolennik Cézanne'a. W 1922 dostała zlecenie z Teatru Małego na wykonanie dekoracji. W teatrze poznała malarza Oreste Allegri Juniora. Oboje wkrótce pobrali się a w marcu 1923 urodził się ich syn, Benedykt. Oboje planowali wyjazd do Paryża, gdy tuż przed wyjazdem Allegri utonął. Do Paryża Paraskeva wyjechała jesienią 1923, zabierając ze sobą syna. W Paryżu kilka lat później poznała Kanadyjczyka Philipa Clarka. W 1931 oboje pobrali się, po czym wyjechali do Kanady, do Toronto.
Paraskeva Clark wniosła do środowiska artystycznego Toronto zmysł strukturalnych i formalnych tradycji sztuki francuskiej, wywodzących się od Paula Cézanne'a i kubistów, co z jednej strony kontrastowało z twórczością dominującej wówczas Grupy Siedmiu, a z drugiej zbliżało ją do malarzy z Montrealu. Pierwszymi obrazami, jakie namalowała w Kanadzie, były portrety i martwe natury. Clark poznała wiele znaczących osobistości kanadyjskiej sceny artystycznej, m.in.: Lawrena Harrisa, Bertrama Brookera i A.Y. Jacksona. W 1932 zaprezentowała swój autoportret na corocznej wystawie organizowanej przez Królewską Kanadyjską Akademię Sztuk Pięknych (Royal Canadian Academy of Arts). W czerwcu 1933 urodziła syna (Clive). W listopadzie 1933 uczestniczyła w pierwszej wystawie Kanadyjskiej Grupy Malarzy, zorganizowanej w Art Gallery of Toronto. W 1936 została wybrana na pełnoprawnego członka tego ugrupowania uczestnicząc w jego wystawach aż do lat 60. W latach 30. należała do tych nielicznych artystów kanadyjskich, których twórczość odzwierciedlała ich przekonania polityczne, w jej przypadku lewicowe (obraz Petroushka, 1937).
Podczas II wojny światowej Clark dostała z National Gallery of Canada zlecenie na malarski zapis działalności oddziałów kobiecych w ramach kanadyjskich sił zbrojnych.
Między 1951 a 1956 brała udział w wielu wystawach zbiorowych; miała też cztery duże wystawy indywidualne: w New Laing Gallery (1959), University of Toronto (1952), MacDonald College przy McGill University (1956) i w centrum studenckim Hart House przy University of Toronto (1956). W 1974 w Arts and Letters Club w Toronto Clark miała wspólną wystawę z synem Benedyktem. W ramach wystawy eksponowany był jej autoportret, Myself, zakupiony potem przez National Gallery of Canada. Obraz ten znalazł się następnie na zorganizowanej w 1975 przez National Gallery wystawie „Canadian Painting in the Thirties” uświetniając okładkę towarzyszącego wystawie katalogu, co stanowiło uznanie pozycji Paraskevy Clark w historii sztuki kanadyjskiej. W 1976 National Gallery nabyła najbardziej cenione dzieło artystki, Petroushka. W 1982 Dalhousie Art Gallery w Halifaksie zorganizowała wystawę jej obrazów i rysunków.
Prace Clark znajdują się w National Gallery of Canada, Hart House, Art Gallery of Ontario i w kolekcjach prywatnych.
W 1982 Clark stała się tematem filmu krótkometrażowego Portrait of the Artist... as an Old Lady, zrealizowanego przez National Film Board of Canada (NFB), w reżyserii Gaila Singera.

## Członkostwo
Clark była członkinią Kanadyjskiej Grupy Malarzy (od 1936), Kanadyjskiego Stowarzyszenia Akwarelistów (Canadian Society of Painters in Water Colour; od 1937), Canadian Society of Graphic Art (od 1938; zrezygnowała w 1940), Stowarzyszenia Artystów Ontario (Ontario Society of Artists; od 1954) i Królewskiej Kanadyjskiej Akademii Sztuk Pięknych (Royal Canadian Academy of Arts; członek stowarzyszony od 1956, pełny od 1966).